# Sân bay Castres – Mazamet
Sân bay Castres – Mazamet (tiếng Pháp: Aéroport de Castres - Mazamet) (IATA: DCM, ICAO: LFCK) là một sân bay phục vụ Castres và Mazamet và phía đông Midi-Pyrénées. Sân bay có cự ly 7 km (4 mi) về phía đông nam Castres vày tây bắc của Mazamet, gần thị trấn thuộc Labruguière, ở tỉnh Tarn.

## Hãng hàng không và tuyến bay
| Hãng hàng không | Các điểm đến |
| --------------- | ------------ |
| HOP!            | Paris-Orly   |